# Voo 301 da Lloyd Aéreo Boliviano
Em 1 de fevereiro de 2008, o voo 301 da Lloyd Aéreo Boliviano, um voo charter operado por um Boeing 727-259, ficou sem combustível perto do Aeroporto de Trinidad enquanto voava de El Alto para Cobija. Os pilotos fizeram um pouso de emergência em uma área pantanosa a poucos quilômetros do aeroporto. Todos os 156 a bordo sobreviveram, apenas dois passageiros sofreram ferimentos leves.

## Fundo
A aeronave era um Boeing 727-259 Advanced fabricado em 1980, com número de série 22475 e equipado com motores Pratt & Whitney JT8D-17R. Era operado pela antiga companhia aérea de bandeira da Bolívia, Lloyd Aéreo Boliviano (LAB).

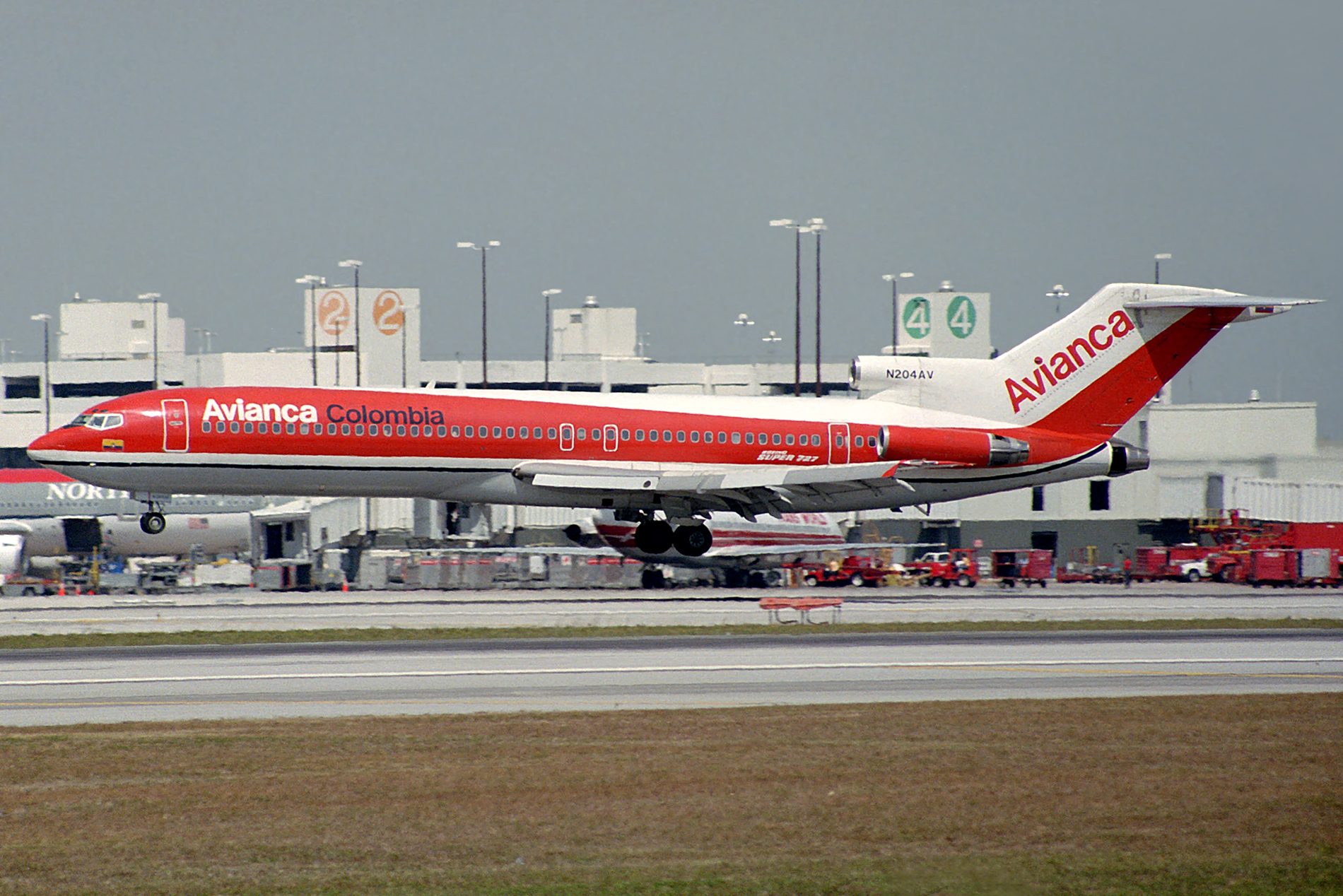
A aeronave envolvida enquanto estava em serviço com a Avianca (1992)

Após sua fabricação, a aeronave foi entregue à Avianca em 4 de dezembro de 1980 (N204AV). Em 14 de dezembro de 1993, foi transferida para a Capitol Air Express com o mesmo registro. Em 1º de outubro de 1994, foi entregue à Sun Country Airlines (N289SC), até ser transferida para o LAB em 28 de dezembro de 2002, com o registro CP-2429.
Em 2006, a aeronave entrou em manutenção no Aeroporto Internacional Jorge Chávez, em Lima, Peru. A manutenção durou cerca de um ano e, após sua conclusão, o processo de reintegração levou aproximadamente dois meses. A aeronave retornou ao serviço do LAB em 4 de junho de 2007.

## Acidente
O voo havia sido fretado pelo Transporte Aéreo Militar (TAM) para transportar passageiros que ficaram retidos devido ao fechamento de rotas, como parte dos voos solidários disponibilizados por essa companhia.O avião decolou do Aeroporto Internacional de El Alto, em El Alto, com destino ao Aeroporto Capitán Aníbal Arab, em Cobija. No entanto, os pilotos tentaram várias aproximações para pouso no Aeroporto de Cobija, sem sucesso. Eles foram informados de que o aeroporto estava fechado devido às más condições meteorológicas em Cobija, então decidiram alternar para o Aeroporto Teniente Jorge Henrich Arauz, em Trinidad, Beni.
A caminho de Trinidad, os pilotos também enfrentaram condições meteorológicas adversas. No entanto, devido ao atraso causado pelo fechamento do Aeroporto de Cobija e pelo mau tempo, a aeronave ficou sem combustível, e o comandante tentou um pouso de emergência próximo ao Aeroporto de Trinidad. Às 10h35, o avião fez um pouso forçado em uma área pantanosa a poucos quilômetros do aeroporto. Não houve incêndio, e os danos à aeronave foram mínimos.Apesar do impacto, todos os 151 passageiros e cinco tripulantes a bordo sobreviveram ao acidente; foi considerado um milagre que não houvesse vítimas fatais.
Soldados da Escola de Sargentos Reynaldo Zeballos, que realizavam exercícios na área, testemunharam o impacto e imediatamente correram para ajudar os passageiros, auxiliando na evacuação e resgatando suas bagagens. Equipes de emergência, bombeiros e ambulâncias foram mobilizados para prestar assistência às vítimas. Apenas dois passageiros sofreram contusões leves e foram levados ao hospital. Não houve feridos graves nem vítimas fatais. Apesar da gravidade do incidente, a habilidade dos pilotos evitou uma tragédia maior. A aeronave sofreu danos, incluindo asas quebradas, vidros estilhaçados e fuselagem avariada, mas sem perda de vidas humanas.
Atualmente, a aeronave permanece no mesmo local desde o acidente. Ao longo dos anos, muitas pessoas removeram partes valiosas do avião, incluindo os motores e os assentos da cabine. Devido ao difícil acesso, a chegada ao local onde o Boeing 727 está depende da época do ano, e é provável que agora ele sirva de abrigo para muitos animais selvagens da floresta amazônica boliviana.

## Investigação
O relatório final da Direção Geral de Aeronáutica Civil (DGAC) afirmou que as causas e efeitos do acidente se deveram aos seguintes fatores:
- No Aeroporto de Cobija, as condições meteorológicas não eram adequadas. Os pilotos tentaram pousar três vezes e, após essas tentativas fracassadas, decidiram alternar para o Aeroporto de Trinidad como única alternativa. A aeronave consumiu todo o seu combustível e realizou um pouso de emergência na floresta amazônica, a 5 quilômetros (3,1 milhas) da pista.[7]

- Antes do voo, um problema técnico não revelado impediu a decolagem, atrasando o voo e causando a perda de parte do combustível que teria sido necessário para pousar no Aeroporto de Trinidad.

- A aeronave tinha combustível para 2 horas e 45 minutos de voo, mais do que suficiente para a rota entre El Alto e Cobija. No entanto, foi descoberto que os pilotos não abasteceram com a quantidade de combustível exigida por lei, que determina que a aeronave deve ter combustível suficiente para voar da origem ao destino, além de 45 minutos extras de reserva.

- Todos esses fatores indicam que o atraso na decolagem, a falta de reservas de combustível, as tentativas frustradas de pouso e a alternância para Trinidad consumiram grande parte do tempo de voo disponível, fazendo com que o avião ficasse sem combustível a poucos quilômetros do aeroporto e realizasse um pouso de emergência na floresta amazônica de Bolívia.[8]

O relatório final concluiu que uma combinação de problemas técnicos, condições meteorológicas e falta de combustível foram as causas do acidente. No entanto, todas as pessoas a bordo sobreviveram, com apenas dois feridos leves, o que demonstrou a habilidade e o heroísmo dos pilotos no comando da aeronave ao conseguirem um pouso milagroso na floresta amazônica de Bolívia, sem nenhuma vítima fatal.